# Проковзування газу
Проковзування газу (рос. проскальзывание газа; англ. gas slippage, gas by-passing, нім. Schlupf m vom Gas) – явище, яке виникає в пласті при розробці нафтового покладу на режимі розчиненого газу, коли в міру зниження пластового тиску кількість бульбашок газу в нафті збільшується, одночасно збільшується відносна проникність пласта для газу, а відносна проникність для нафти зменшується, внаслідок чого щораз більші кількості газу проковзують до вибоїв свердловин, не витіснюючи нафти. 